# Henri Bergson

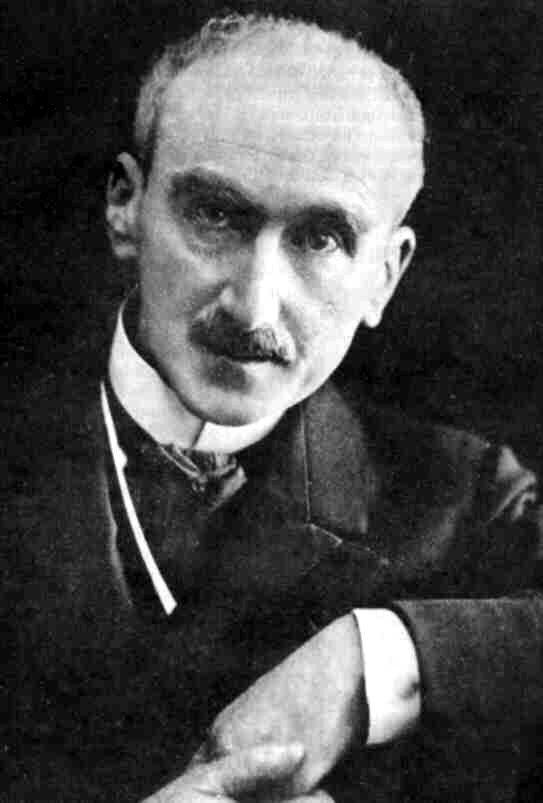
Henri Bergson

Henri-Louis Bergson (18 tháng 10 năm 1859 – 4 tháng 1 năm 1941) là nhà triết học, nhà văn người Pháp, một trong những nhà triết học lớn của thế kỷ 20, đoạt giải Nobel Văn học năm 1927.

## Tiểu sử
Henri Bergson sinh ở Paris, là con một nhạc sĩ Do Thái quốc tịch Anh và một phụ nữ Anh. Từ nhỏ Bergson sống ở London, năm 8 tuổi sang Pháp và từ năm 21 tuổi ông trở thành công dân Pháp. Ông là học sinh xuất sắc của Lycée Condorcet, từng nhận phần thưởng danh dự về môn tu từ học và giải thưởng toán học. Từ năm 1878, Bergson học trường Sư phạm, đỗ thạc sĩ Triết học. Năm 1889 ông bảo vệ luận án tiến sĩ với luận văn Các dữ kiện trực cảm của ý thức. Năm 1900 ông được bổ nhiệm làm chủ nhiệm bộ môn triết học Hy Lạp trường College de France. Năm 1914, ông được bầu vào Viện Hàn lâm Pháp và trở thành chủ tịch Viện Hàn lâm các khoa học chính trị và đạo đức. Thời kì 1921-1926 ông làm chủ tịch Hiệp hội Hợp tác trí tuệ các quốc gia. Bergson tham dự nhiều hội nghị về triết học ở Pháp và nước ngoài, đăng nhiều bài trên các tạp chí Siêu hình học và đạo đức, Triết học, trao đổi nhiều thư từ với các nhân vật lỗi lạc trên toàn thế giới.
Trong những năm đầu của thế kỉ 20, Henri Bergson viết nhiều công trình khảo cứu cơ bản, mà quan trọng nhất là L'Evolution créatrice (Tiến hóa sáng tạo, 1907), có ảnh hưởng sâu rộng không chỉ đối với giới trí thức hàn lâm mà cả đông đảo dân chúng. Bergson cho rằng sự tiến hóa không đơn giản là quá trình thích ứng cơ học thụ động của các cá thể đối với môi trường sống, mà là một quá trình sáng tạo có định hướng. Việc nắm bắt và hiểu cuộc sống không chỉ dựa vào tư duy logic và phương pháp phân tích lý tính. Theo Bergson, chỉ có bằng lý hội trực giác mới nắm được hiện thực, phải phân biệt "thời gian toán học" đo bằng đồng hồ và "thời gian trực cảm" (duree) của đời sống nội tâm luôn luôn vận động, không cắt ra từng mảnh được. Về quan niệm sự sống, ông chủ trương thuyết sức sống, "sự tiến hóa sáng tạo" mà cơ sở là "đà sống" (élan vital). Các tác phẩm của Bergson lôi cuốn người đọc không chỉ bởi chiều sâu nội dung các vấn đề được trình bày mà còn vì văn phong sáng sủa, chính xác và uyển chuyển, đầy chất thơ làm cho ông trở thành một trong những bậc thầy của văn xuôi Pháp. Đặc biệt ông thường sử dụng hình tượng để diễn tả tư tưởng của mình, cho rằng hình tượng là một lời kêu gọi sự cộng tác sáng tạo của người đọc. Từ năm 1914, ông thường xuyên đi giảng ở các trường đại học ở các nước Âu Mỹ.
Henri Bergson là cha đẻ của thuyết "Trực giác" có ảnh hưởng lớn đến văn học và triết học Pháp nói riêng và Phương Tây nói chung. Tác phẩm L'Evolution créatrice là cuộc cách mạng mang ý nghĩa thời đại. Bergson đã đưa vào triết học tài hùng biện cho tư tưởng, cảm hứng và sự quan tâm đến giá trị và tính duy nhất không thể thay thế của cá nhân con người. Ông mất tại nhà riêng năm 1941, khi nước Pháp còn bị chiếm đóng, đám tang của một trong những vĩ nhân nước Pháp đã diễn ra đơn giản chỉ với khoảng ba mươi người bạn và các đồng nghiệp.

## Tác phẩm
- Essai sur les données immédiates de la conscience (Các dữ kiện trực cảm của ý thức, 1889), khảo luận
- Matière et mémoire (Vật chất và ký ức, 1896), khảo luận
- Le rire (Cái cười, 1900), tiểu luận
- Introduction à la métaphysique (Dẫn nhập siêu hình học, 1903), khảo luận
- L'Evolution créatrice (Tiến hóa sáng tạo, 1907), khảo luận
- Problem of perconality (Vấn đề nhân cách, 1914), giáo trình
- L'évolution de l'impérialisme allemand (Sự tiến hóa của chủ nghĩa đế quốc Đức, 1914), bài báo
- L'Energie spirituelle (Năng lượng tinh thần, 1919), tiểu luận
- Les deux sources de la morale et de la religion (Hai nguồn của luân lý và tôn giáo, 1932), khảo luận
- La pensée et le mouvant (Tư tưởng và chuyển động, 1934), tiểu luận